# China Championship
Il China Championship è un torneo di snooker valido per il Ranking che si disputa dal 2016 a Guangzhou in Cina.

## Storia
Il China Championship è stato fondato nel 2016 diventando il sesto torneo cinese della stagione 2016-2017.
Solo per la prima edizione il torneo non valse per la classifica, mentre dal 2017 è stato subito cambiato il format consentendo ai giocatori di accumulare soldi anche per il Ranking.
Nel 2019 Shaun Murphy vince per la prima volta il torneo dopo la sconfitta del 2017.

## Albo d'oro
| Anno | Vincitore    | Finalista      | Risultato | Stagione  | Non-Ranking | Guangzhou Gymnasium            |
| ---- | ------------ | -------------- | --------- | --------- | ----------- | ------------------------------ |
| 2016 | John Higgins | Stuart Bingham | 10 - 7    | 2016-2017 | Non-Ranking | Guangzhou Gymnasium            |
| 2017 | Luca Brecel  | Shaun Murphy   | 10 - 5    | 2017-2018 | Ranking     | Guangzhou Sport University     |
| 2018 | Mark Selby   | John Higgins   | 10 - 9    | 2018-2019 | Ranking     | Guangzhou Tianhe Sports Centre |
| 2019 | Shaun Murphy | Mark Williams  | 10 - 9    | 2019-2020 | Ranking     | Guangzhou Tianhe Sports Centre |

## Finalisti
| N° | Giocatore      | Vittorie | Finali perse | Totale |
| -- | -------------- | -------- | ------------ | ------ |
| 1  | John Higgins   | 1        | 1            | 2      |
| 2  | Shaun Murphy   | 1        | 1            | 2      |
| 3  | Luca Brecel    | 1        | 0            | 1      |
| 4  | Mark Selby     | 1        | 0            | 1      |
| 5  | Stuart Bingham | 0        | 1            | 1      |
| 6  | Mark Williams  | 0        | 1            | 1      |

## Finalisti per nazione
| N° | Nazione     | Vittorie | Finali perse | Totale |
| -- | ----------- | -------- | ------------ | ------ |
| 1  | Inghilterra | 2        | 2            | 4      |
| 2  | Scozia      | 1        | 1            | 2      |
| 3  | Belgio      | 1        | 0            | 1      |
| 4  | Galles      | 0        | 1            | 1      |